# تامال و دختران نانجیب
تامال و دختران نانجیب (انگلیسی: Tootsies and Tamales) یک فیلم کمدی صامت کوتاه آمریکایی است که در سال ۱۹۱۹ منتشر شد. از بازیگران این فیلم می‌توان به اولیور هاردی، ریچارد اسمیت، باد راس و جیمی اوبری اشاره کرد.